# Tekken Tag Tournament
Tekken Tag Tournament (鉄拳タッグトーナメント?, Tekken Taggu Tōnamento) è un videogioco della serie Tekken. È uscito per la prima volta nel 1999 in versione arcade su Namco System 12, molto simile tecnicamente a Tekken 3, ma con l'aggiunta di personaggi non presenti nel terzo episodio. Nel 2000 è uscita la versione per PlayStation 2, migliorando notevolmente la grafica e aggiungendo la modalità Tag. Il gioco è stato pubblicato il 23 novembre 2011 in versione rimasterizzata in HD, in esclusiva per PlayStation 3 nel pacchetto Tekken Hybrid.

## Modalità di gioco
- Tagː una nuova modalità che viene introdotta in questo capitolo della serie Tekken per ravvivare la modalità di gioco. All'inizio del combattimento vengono scelti due combattenti anziché uno[4]. Si noti che i due combattenti sono intercambiabili durante l'incontro, in quanto, qualora si desideri cambiare (da qui la parola "tag") il combattente basta premere un tasto del joystick, consentendo così un minimo riposo all'altro combattente. Questa tecnica di combattimento richiede grandi conoscenze dei combattenti, in quanto con due personaggi si possono sfruttare i punti forti (minimizzando quelli deboli) dei due combattenti, aumentando molto la giocabilità.
- Tekken Bowlː una modalità di gioco basata sul bowling dove i combattenti si sfidano a suon di birilli[5]. Impostato come un bowling reale, si può decidere di giocare con qualsiasi personaggio, potendo decidere angolazione e potenza del tiro. Selezionando lottatori differenti si avranno diversi stili di tiro (ad esempio Gun Jack eseguirà dei tiri molto potenti), ma, soprattutto, con determinati personaggi (quelli con parti "robotiche" come Gun Jack, Prototype Jack, Jack-2, Yoshimitsu e Bryan Fury, oltre a Mokujin, Tetsujin e Unknown quando imitano i loro stili) si avranno delle visuali differenti, veri e propri HUD con tanto di colori e scritte.

### Altre innovazioni
Ottimizzato il motore grafico, nella versione per console, grazie alla nuova potenza della PlayStation 2, vengono migliorati curve, rotondità e riflessi. Invece per quanto riguarda la versione per la sala giochi, il motore grafico è del tutto simile a quello di Tekken 3 (anch'esso sviluppato sul Namco System 12).
Si possono salvare degli screenshot degli incontri che si desidera sulla propria memory card PS2.
Alcuni personaggi hanno delle pose di vittoria alternative, per attivarle basta tenere premuto un tasto d'attacco prima della schermata di vittoria di qualsiasi match; ad ogni tasto corrisponde una determinata posa.

## Personaggi

### Di base
- Anna Williams
- Armor King
- Baek Doo San
- Bryan Fury
- Eddy Gordo
- Ganryu
- Gun Jack
- Heihachi Mishima
- Hwoarang
- Jin Kazama
- Julia Chang
- Jun Kazama
- King (interpretabile anche come King II, in quanto i due sono perfettamente intercambiabili perché identici, ma a tutti gli effetti il personaggio è solo uno)
- Forest Law
- Lei Wulong
- Ling Xiaoyu
- Michelle Chang
- Nina Williams
- Paul Phoenix
- Yoshimitsu

### Da sbloccare
- Alex[6] (da sbloccare come variante costumistica di Roger)
- Roger[6]
- Angel[6]/ Devil[6]
- Bruce Irvin[6]
- Tiger Jackson[6] (da sbloccare come variante costumistica di Eddy)
- Jack-2[6]
- Kazuya Mishima[6]
- Kuma[6]
- Panda[6] (da sbloccare come variante costumistica di Kuma)
- Kunimitsu[6]
- Lee Chaolan[6]
- Prototype Jack[6]
- Wang Jinrei[6]
- Mokujin[6] (da sbloccare come variante costumistica di Tetsujin)
- Ogre[6]
- True Ogre[6]
- Tetsujin[6]
- Unknown (Nuovo) (boss finale)

## Accoglienza
La versione per PlayStation 2 ha venduto quasi cinque milioni di copie.